# Jonathan Goldstein (sceneggiatore)
Jonathan Michael Goldstein, conosciuto anche come Jonathan M. Goldstein (New York, 2 settembre 1968), è uno sceneggiatore, regista e produttore televisivo statunitense.

## Biografia
Ha scritto per numerose situation comedies, tra cui The PJ's con Eddie Murphy, Geena Davis Show, Good Morning, Miami, Four Kings e La complicata vita di Christine. È conosciuto per essere coautore di Come ammazzare il capo... e vivere felici e di Spider-Man: Homecoming, e per aver scritto e diretto Come ti rovino le vacanze insieme a John Francis Daley.

## Vita privata
Goldstein ha frequentato l'Università del Michigan, in seguito ha frequentato la Harvard Law School, laureandosi nel 1995. Ha lavorato per due anni come litigatore aziendale presso l'ufficio di New York dello studio Jones, Day, Reavis & Pogue. Goldstein vive a Los Angeles con la moglie, la romanziera Adena Halpern.

## Filmografia parziale

### Sceneggiatore
- Come ammazzare il capo... e vivere felici (Horrible Bosses), regia di Seth Gordon (2011)
- L'incredibile Burt Wonderstone (The Incredible Burt Wonderstone), regia di Don Scardino (2013)
- Piovono polpette 2 - La rivincita degli avanzi (Cloudy with a Chance of Meatballs 2), regia di Cody Cameron e Kris Pearn (2013)
- Come ammazzare il capo 2 (Horrible Bosses 2), regia di Sean Anders (2014) - soggetto
- Come ti rovino le vacanze (Vacation), regia di John Francis Daley e Jonathan M. Goldstein (2015)
- Spider-Man: Homecoming, regia di Jon Watts (2017)
- Dungeons & Dragons - L'onore dei ladri (Dungeons & Dragons: Honor Among Thieves), regia di Jonathan Goldstein e John Francis Daley (2023)
- The Flash, regia di Andy Muschietti (2023) - soggetto

### Regista
- Come ti rovino le vacanze (Vacation), co-regia insieme a John Francis Daley (2015)
- Game Night - Indovina chi muore stasera? (Game Night), co-regia con John Francis Daley (2018)
- Dungeons & Dragons - L'onore dei ladri (Dungeons & Dragons: Honor Among Thieves), regia di Jonathan Goldstein e John Francis Daley (2023)